# عندما يزهر الخريف 1 (مسلسل)
عندما يزهر الخريف 1 هو أول مسلسل تلفزيوني سعودي درامي طويل، يتناول المسلسل العلاقات الإنسانية داخل المجتمع السعودي. المسلسل من إخراج رائد عودة و من تأليف سماء تانسي و عرفان صاروخان و من إنتاج عمر الديني.

## قصة المسلسل
تدور أحداث المسلسل حول أب اضطرته الظروف للزواج من فتاة فقيرة وفاءً لصديق عمره الفقير، وتلبية لوصيته في الحفاظ على ابنته الوحيدة، لكن تواجهه المشاكل من أفراد أسرته، بين تقبل، ورفض لهذه الدخيلة الجديدة، ومن هنا تبدأ الأحداث في التصاعد، فهل سيستطيع التوفيق بين زوجته وعائلته

## الجوائز التي حصل عليها العمل
في مايو 2015 فاز المسلسل بالجائزة الفضية ل مهرجان تونس للإذاعة والتلفزيون في دورته الـ16 عن فئة الأعمال الاجتماعية.

## الممثلون
- محمد الحجي
- غزلان ناصر
- يامور
- هند محمد
- إيمان الغربي
- عماد يوسف
- سلوى الجراش
- مازن فارسي
- سارة اليافعي
- بدر المطرفي
- فاطمة الطائي
- مشعل العتيبي
- جبران الجبران
- محمد جبرتي
- حسن القرشي
- أمل حسين
- شمعة محمد